# Alonso de Camargo
Alonso de Camargo (n. Trujillo, Corona castellana, 1500 – f. Virreinato del Perú, 1546) fue un oficial y navegante español del siglo XVI que en el año 1539 comandó una de las tres naves, cuyo nombre se desconoce y que posteriormente fuera rebautizada como Incógnita, de la expedición llamada Armada del Obispo de Plasencia —debido a que este clérigo, quien era su pariente, fuera el que la financiara— al mando de fray Francisco de la Ribera, con el objetivo de poblar la Tierra del Fuego y pasar al océano Pacífico. Si bien lo primero no se consiguió, con la nao Incógnita de Camargo presuntamente se descubrió por accidente el archipiélago de Malvinas a principios de 1540 a las que llamó islas de Sansón y también pudo llegar a la costa pacífica a mediados del mismo año, luego de lograr atravesar el estrecho de Magallanes, para arribar al Perú. Fue hijo de Luis de Camargo y Beatriz Álvarez y pariente de Francisco de Camargo.
El navegante fue el principal tronco de la familia Camargo en el Brasil, ya que su bisnieto Jusepe Ortiz de Camargo zarpó desde España y desembarcó en la Capitanía de San Vicente, en la costa brasileña, donde se casó y tuvo descendencia, formando una extensa familia en los inicios de la colonización portuguesa en Brasil.

## Biografía

### Expedición a Sudamérica

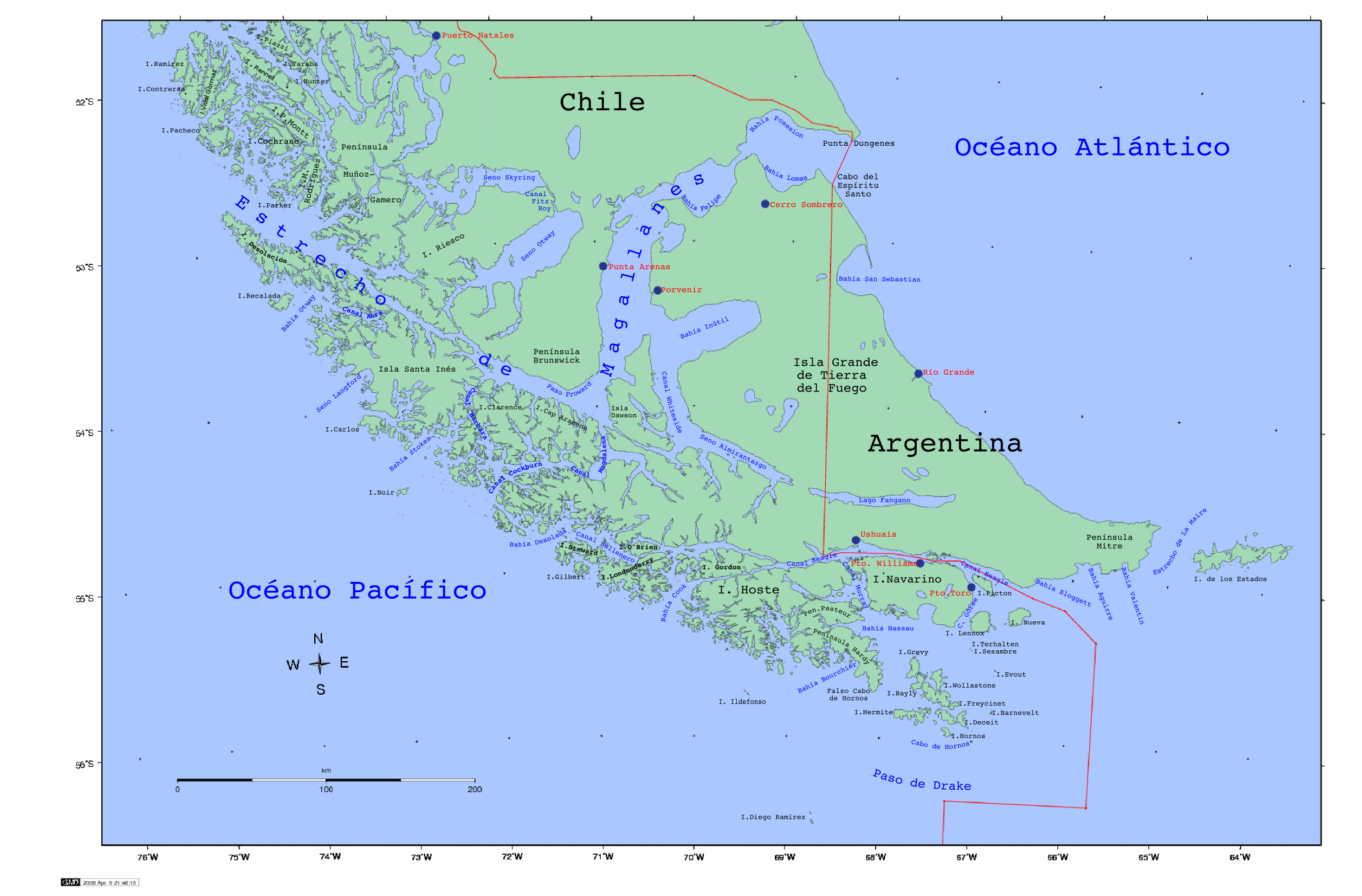
Estrecho de Magallanes, el cual logró cruzar Alonso de Camargo.

Alonso de Camargo habría nacido en la ciudad de Trujillo, parte de la Corona de Castilla durante la Monarquía Hispánica hacia el año 1509, y una vez unida con la Corona de Aragón con el soberano Carlos I de España.
Marchó a Santa Marta el 28 de marzo de 1536 tras obtener licencia para aquello. Aparece en el Perú entrando en el río de la Plata con el gobernador Diego de Rojas. Fue regidor y vecino de Quito e hijodalgo, al parecer tuvo una real cédula para poblar Chile antes que Valdivia pero no fue llevado a cabo.
Camargo dispuso su expedición en Sevilla y Sanlúcar de Barrameda, desde donde zarpó en agosto de 1539 con la expedición compuesta de tres o cuatro naves encomendada a fray Francisco de la Ribera, nominal adelantado de Nueva León, para explorar los pasos del estrecho de Magallanes y colonizar Tierra del Fuego. La expedición fue costeada por su pariente Gutierre de Vargas Carvajal (1506-1559), obispo de Plasencia pariente suyo y hermano de Francisco de Camargo.

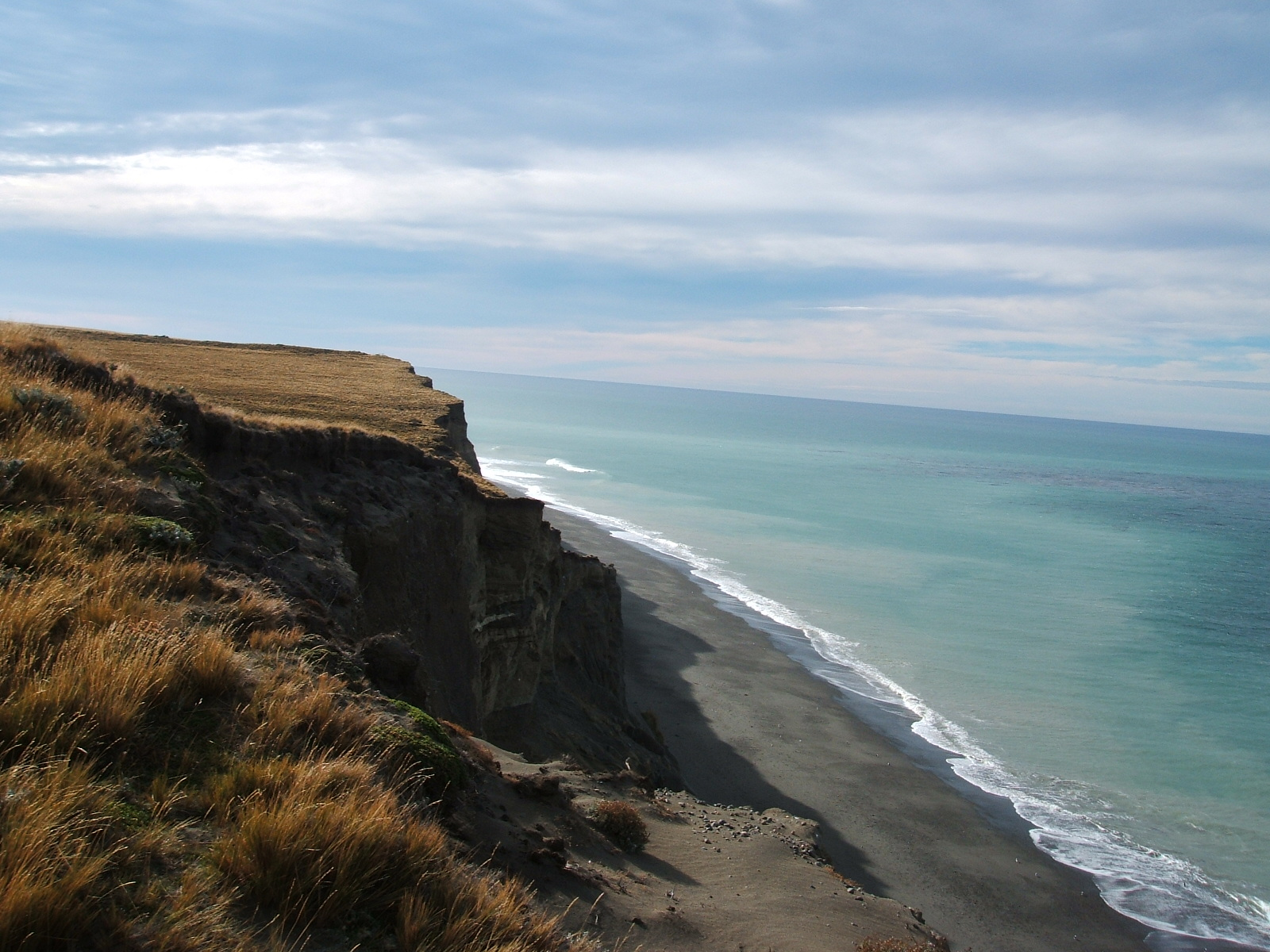
Cabo Vírgenes.

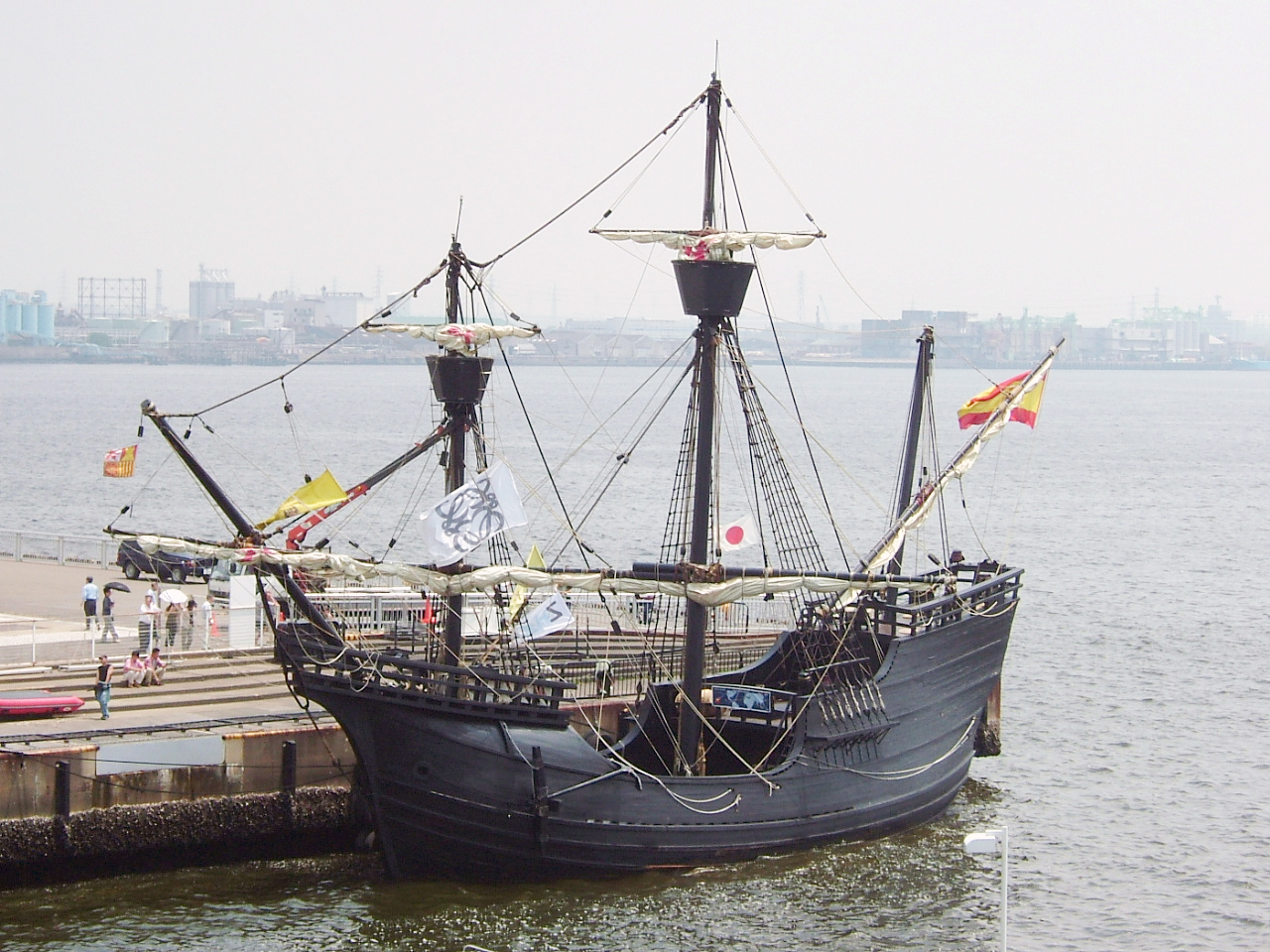
Nao Victoria (réplica), con la que F. de Magallanes pasó el estrecho en 1522, similar a la nao Incógnita de A. de Camargo.

Al avistar el cabo Vírgenes el 12 de enero de 1540, fondearon allí las naves pero un fuerte viento las echó a más de 60 leguas mar afuera. La nave al mando de Alonso de Camargo llegó a lo que se cree que son las islas Malvinas, teorizándose que podría haber sido uno de los posibles descubridores del archipiélago.
Mientras tanto, la nave capitana de Francisco de la Ribera, al entrar el 20 de enero en el estrecho, pudieron pasar la primera angostura pero al llegar a la segunda, con un mar muy agitado y un viento huracanado se perdió, salvándose la tripulación de unos 150 hombres junto a Ribera, que consiguieron llegar a la costa en bajeles pero quedando abandonados a su suerte en las márgenes continentales del estrecho.
Estos últimos se internaron tierra adentro de la Patagonia, teniendo como jefe al capitán Sebastián de Argüello, ya que el incipiente adelantado Francisco de la Ribera murió al poco tiempo. De ellos dícese sin evidencia alguna que fueron los fundadores de una ciudad en la Patagonia.
La otra nave que estaba al mando de Gonzalo de Alvarado, un veterano del Plata, luchó durante días contra el viento y el oleaje, y tras romper el ancla, se vio obligado a pasar seis meses en el cabo Vírgenes, desde donde volvió a España en noviembre de 1540.
La nao al mando Alonso de Camargo, cuyo nombre se ha perdido y que algunos historiadores la llaman como Incógnita, pudo pasar el estrecho y avistar las costas de Chiloé, y además consiguió llegar después del 15 de agosto de 1540 a la recién fundada Arequipa (Perú).

### Participación en la guerra civil entre conquistadores del Perú y muerte
Desde su llegada al Perú Alonso de Camargo tomó bando por los realistas en defensa de Rey de España, del que la familia Camargo eran nobles defensores en el contexto de las guerras civiles entre conquistadores. En 1541 mandó el navío que condujo las fuerzas de Pedro Álvarez Holguín para defender Arequipa de Diego de Almagro el Mozo, después fue a Cuzco a las órdenes de Cristóbal Vaca de Castro, y estando en Chuquisaca junto a Diego Centeno dieron muerte a Francisco de Almendras, que mandaba allí por el rebelde Gonzalo Pizarro. En 1546 tras innumerables batallas contra los rebeldes, fue batido por Francisco de Carvajal en la batalla de Pocona, siendo prisionero de los rebeldes, Carvajal lo libró, pero Camargo no se dio por vencido y ya en libertad conspiró contra él e intentó matarlo a puñaladas al salir de la iglesia. Tras eso fue sentenciado a muerte por conspiración.

### La leyenda de la ciudad de los Césares
De ellos dícese que fueron los fundadores de una ciudad de Patagonia, la ciudad de los Césares, llamada también Trapalanda o Ciudad Encantada. Las historias y leyendas sobre la suerte de estos náufragos empezaron a correr por Chile, Buenos Aires y el Tucumán. Hubo amerindios que aseguraron haber estado con Argüello y otros compañeros de fray Francisco.
En 1589, el gobernador de Tucumán, Juan Ramírez de Velazco, toma testimonio a unos indios que dicen haber visto a los de Trapalanda en su ciudad maravillosa. Dos marineros anduvieron por Chile quejándose de haber sido expulsados de la Ciudad Encantada en 1620.  Lo cierto es que, históricamente, no ha podido ser comprobado.

### Descendencia en América
Según genealogistas, Alonso de Camargo fue bisabuelo paterno de Jusepe Ortiz de Camargo, natural de Castrojeriz, en España, quien migró a la Capitanía de San Vicente en la colonia portuguesa en América y se convirtió en el tronco de la familia Camargo en Brasil. Este colonizador dejó descendencia en la colonia, con haciendas dedicadas al cultivo de trigo y algodón.
Numerosos sertanistas descendientes del navegante español pertenecen a la familia Camargo, siendo responsables del poblamiento del interior de Brasil durante el período colonial, especialmente en la región sudeste.